# ПК (трамвайный вагон)
ПК (прицепной коночный) — прицепной вагон, выпускавшийся для санкт-петербургского трамвая и представлявший собой переоборудованный вагон конной тяги. Обозначение ПК было присвоено при введении буквенных серий подвижного состава трамвая уже после прекращения эксплуатации этих вагонов.
После открытия в Петербурге в сентябре 1907 г. трамвайного движения оно обслуживалось исключительно одиночными моторными вагонами, однако с 1908 г. начали эксплуатироваться и прицепные вагоны, что было вызвано ростом трамвайной сети и увеличением объёмов перевозок. Наряду с вагонами специальной постройки (ПД), в качестве прицепов использовались и обычные вагоны конки. В дальнейшем они стали проходить переоборудование, включавшее в себя усиление рамы кузова, демонтаж империала (открытого верхнего яруса) и его лестниц, установку новых сцепных приборов. На площадках устраивались крыши и лобовые стенки; наружные входные проёмы оставались открытыми. Вагоны оборудовались автоматическим непрямодействующим тормозом Вестингауза и электрическим освещением.

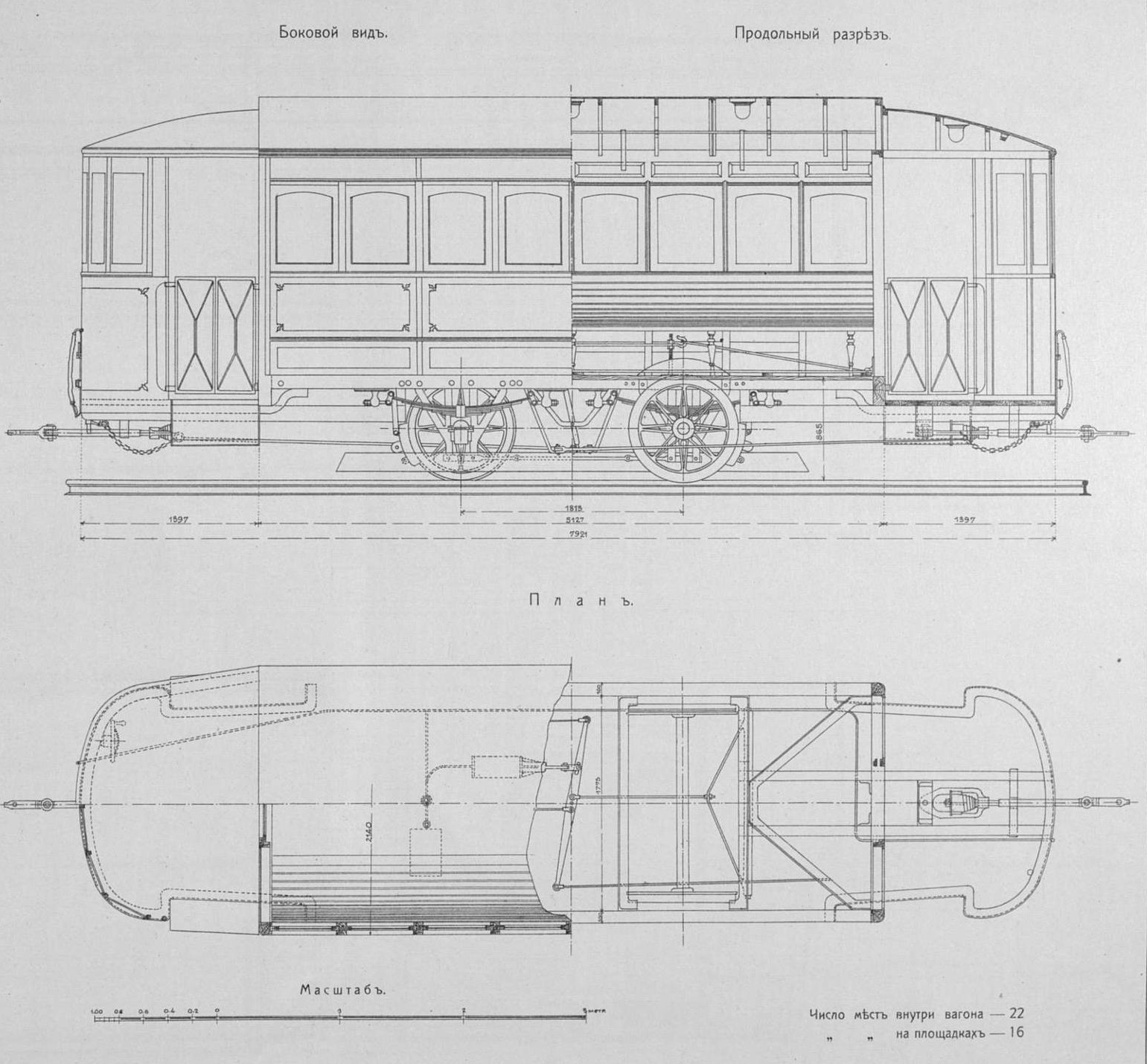
Чертежи из "Отчёта по сооружению С.-Петербургского городского электрического трамвая", 1909 г.

Несущим элементом кузова вагонов ПК являлась деревянная (дубовая) рама, армированная стальным угольником. Каркас кузова также был деревянным, со стальной обшивкой. Сиденья в кузове размещались продольно. Число сидячих мест составляло 22, число стоячих первоначально было установлено также 22 (по 8 мест на площадках и 6 – внутри кузова); в дальнейшем номинальная вместимость вагона была повышена до 61 чел. От площадок кузов был отделён перегородками с задвижными дверями.
Ходовая часть была бестележечной, на свободных осях – вписывание вагона в кривые малых радиусов обеспечивалось наличием свободных зазоров между буксами и их направляющими, а также поперечного разбега осей колёсных пар в подшипниках. Рессорное подвешивание состояло только из надбуксовых листовых рессор.
На вагонах поздних периодов переоборудования на крыше устраивалась фонарная надстройка с боковыми форточками, а также устанавливались маршрутные сигнальные огни.
Всего в 1908–1910 гг. в прицепные вагоны трамвая было переоборудовано 132 закрытых пароконных вагона и один открытый пароконный. Кроме того, в 1912 г. в качестве эксперимента один коночный вагон был переоборудован в двухэтажный трамвайный. Опыт его эксплуатации был сочтён неудачным, и в следующем году вагон был переделан в обычный одноэтажный.
Вагоны ПК эксплуатировались до 1926 г. Данные об их выпуске с указанием номеров приведены в таблице.
| 1908 | 16, 31, 51, 58, 77, 79, 86, 107, 120, 129, 131, 140, 161, 197, 439, 476 (21), 488 (33), 493 (38), 495 (40), 498 (43) – 20 шт. | 6, 34, 39, 75, 105, 126, 150, 158, 179, 190, 444, 446, 448, 451, 460 (5), 474 (19), 475 (20), 481 (26), 486 (31), 501 (46) – 20 шт.                      | 12, 42, 68, 76, 115, 130, 146, 159, 188, 192, 438, 440, 442, 443, 447, 449, 450, 452–455, 477 (22), 479 (24), 482 (27), 484 (29) – 25 шт.                                                         | -           | 65  |
| 1909 | - | - | 23, 30, 122, 441, 445, 464–467 (9–12), 473 (18), 478 (23), 480 (25), 492 (37), 494 (39), 496 (41), 497 (42), 500 (45), 505 (50), 509 (54), 510 (55), 513 (58), 514 (59), 516–518 (61–63) – 25 шт. | -           | 25  |
| 1910 | - | 3, 5, 11, 20, 21, 28, 49, 50, 60, 67, 93, 99, 102, 109, 125, 132, 142, 145, 165, 169, 172, 174, 176, 181, 193, 196, 387, 390, 463 (8), 499 (44) – 30 шт. | 41, 90, 141, 151, 160, 175, 468 (13), 471 (16), 472 (17), 507 (52), 508 (53), 511 (56) – 12 шт.                                                                                                   | 369 – 1 шт. | 43  |
| 1912 | 2 – 1 шт. | - | - | -           | 1   |
| Итого, шт. | 21 | 50 | 62 | 1           | 134 |
| Примечания: 1. Для вагонов т. н. “I группы” (подвижной состав линий бывшего 1-го Товарищества конно-железных дорог) в скобках указаны старые номера. Вагоны “II группы” (подвижной состав линий бывшего 2-го Общества конно-железных дорог) не перенумеровывались. 2. Вагон №369 переоборудован из открытого пароконного без империала, остальные – из закрытых пароконных с империалом. 3. Вагон №2 после переоборудования в трамвайный первоначально был двухэтажным, в 1913 г. переделан в одноэтажный. 4. Вагоны позднего выпуска могли иметь некоторые отличия в основных размерах. | | | |             |     |